# Chapuisia platicornis
Chapuisia platicornis es un insecto coleóptero de la familia Chrysomelidae. Fue descrita científicamente en 1939 por Laboissiere.